# Municipio de Zaragoza (Veracruz)
El municipio de Zaragoza es uno de los 212 municipios en que se encuentra dividido el estado mexicano e Veracruz. Se localiza al sureste del mismo y su cabecera es la localidad del mismo nombre.

## Geografía
El municipio de Zaragoza se localiza al sureste del territorio de Veracruz, en la Zona metropolitana de Minatitlán. Tiene una extensión territorial de 21.767 kilómetros cuadrados que equivalen al _ % de la extensión total del estado. Sus coordenadas geográficas extremas son 17° 56' - 17° 58' de latitud norte y 94° 36' - 94° 40' de longitud oeste. Su altitud fluctúa entre un máximo de 30 y un mínimo de 10 metros sobre el nivel del mar.
Zaragoza se encuentra enclavado entre el municipio de Cosoleacaque que lo rodea al norte, este y sur, y el municipio de Jáltipan y el municipio de Oteapan con los que limita al oeste.

## Política

### Representación legislativa
Para la elección de diputados locales al Congreso de Veracruz y de diputados federales a la Cámara de Diputados federal, el municipio de Cosoleacaque se encuentra integrado en los siguientes distritos electorales:
Local:
- Distrito electoral local 26 de Veracruz con cabecera en Cosoleacaque.[4]

Federal:
- Distrito electoral federal 20 de Veracruz con cabecera en Cosoleacaque.[5]